# (400085) 2006 SZ345
(400085) 2006 SZ345 es un asteroide perteneciente al cinturón de asteroides, descubierto el 28 de septiembre de 2006 por el equipo del Spacewatch desde el Observatorio Nacional de Kitt Peak, Arizona, Estados Unidos.

## Designación y nombre
Designado provisionalmente como 2006 SZ345.

## Características orbitales
2006 SZ345 está situado a una distancia media del Sol de 2,575 ua, pudiendo alejarse hasta 3,173 ua y acercarse hasta 1,978 ua. Su excentricidad es 0,231 y la inclinación orbital 3,167 grados. Emplea 1509,84 días en completar una órbita alrededor del Sol.

## Características físicas
La magnitud absoluta de 2006 SZ345 es 17,2.